# Samuel Reshevsky
Samuel Herman Reshevsky (ur. 26 listopada 1911 w Ozorkowie, zm. 4 kwietnia 1992 w Nowym Jorku) – amerykański arcymistrz szachowy, Żyd pochodzący z Polski, jeden z czołowych szachistów świata w połowie XX wieku.

## Życiorys

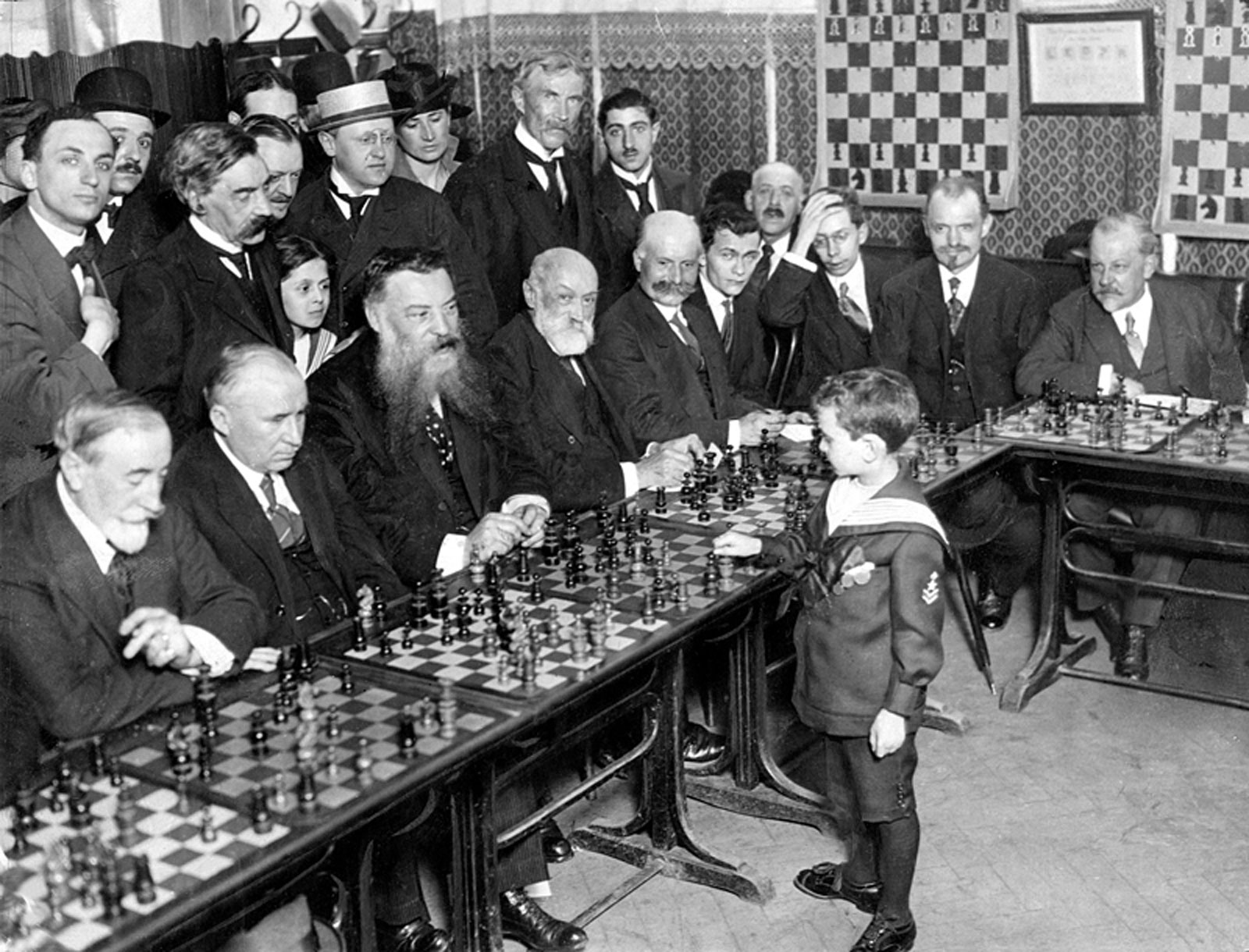
Samuel Reshevsky podczas symultany, Francja 1920

Urodzony w Polsce Szmul Chaim Rzeszewski był genialnym szachowym dzieckiem. W 1914 rodzina Rzeszewskich przeniosła się do Tomaszowa Mazowieckiego, uciekając przed okropnościami pierwszej wojny światowej (słynna bitwa łódzka rozgrywała się w okolicy Ozorkowa). Tu mały Szmul spędził trzy lata dzieciństwa i tu poznał szachy w wieku czterech lat. W roku 1917 w Łodzi sześcioletni Szmul rozegrał przegraną partię z Akibą Rubinsteinem. Jako ośmiolatek dawał pokazy gry jednoczesnej. W latach dwudziestych jego rodzice wyemigrowali do Stanów Zjednoczonych, gdzie w roku 1924 przyjął oficjalnie angielską wersję nazwiska Samuel Herman Reshevsky. W 1933 roku skończył studia ekonomiczne na uniwersytecie w Chicago. W czasie studiów nie poświęcał szachom wiele czasu, nigdy też nie został zawodowym szachistą. Pracował jako ekonomista.
Po ukończeniu studiów Reshevsky powrócił do szachów. W 1936 roku wygrał swój pierwszy turniej o mistrzostwo Stanów Zjednoczonych. Mistrzem USA był sześciokrotnie: cztery razy z rzędu w 1936, 1938, 1940 i 1942 roku, później w 1946 i 1969 roku. W latach trzydziestych Reshevsky wygrywał wiele międzynarodowych turniejów, chętnie uczestniczył w otwartych turniejach w Stanach Zjednoczonych, których był głównym faworytem.
W 1935 roku na turnieju w Margate wyprzedził o pół punktu Jose Raula Capablankę, wygrywając z nim bezpośrednią partię. Od tego czasu był zapraszany do najbardziej prestiżowych turniejów. Rok później brał udział w niezwykle silnym turnieju w Nottingham, wygranym przez Capablankę i Michaiła Botwinnika. Reshevsky, Reuben Fine i Max Euwe podzielili trzecie miejsce, wyprzedzając m.in. mistrzów świata Aleksandra Alechina i Emanuela Laskera. W 1937 podzielił pierwsze miejsce w turnieju w Kemeri (wyprzedzając m.in. Alechina). Rok później uczestniczył w najsilniejszym przedwojennym turnieju AVRO w Holandii (podzielił czwarte miejsce z mistrzami świata Euwem i Alechinem, przed Capablanką).
W latach 1948–1973 Reshevsky wielokrotnie brał udział w rozgrywkach o mistrzostwo świata. W 1948 roku wspólnie z Paulem Keresem zajął trzecie miejsce w turnieju o mistrzostwo świata, wygranym przez Michaiła Botwinnika. Turniej kandydatów w Zurychu (1953) zakończył na drugim miejscu wspólnie z Keresem i Dawidem Bronsteinem. W meczu ćwierćfinałowym pretendentów w 1968 roku został wyeliminowany przez Wiktora Korcznoja.
Przez wiele lat Reshevsky był podporą reprezentacji USA na olimpiadach szachowych. W 1937 roku w Sztokholmie poprowadził swoją drużynę do złotego medalu. Ogółem Reshevsky brał udział w ośmiu olimpiadach, sześciokrotnie na pierwszej szachownicy. Indywidualnie zdobył brązowy medal na olimpiadzie w 1950 roku. W wieku 63 lat ponownie zdobył medal olimpijski, reprezentacja USA zajęła trzecie miejsce na olimpiadzie w Nicei w 1974 roku.
Według retrospektywnego systemu Chessmetrics, najwyższy ranking osiągnął w październiku 1953, z wynikiem 2785 punktów zajmował wówczas 1. miejsce na świecie.